# 雷恩斯縣 (德克薩斯州)
雷恩斯縣（英語：Rains County）位美國德克薩斯州東北部的一個縣。面積670平方公里。根据美國2000年人口普查，共有人口9,139人。縣治埃默里（Emory）。
成立於1870年6月9日，縣政府成立於同年12月1日。縣名紀念德克薩斯共和國國會議員埃默里·雷恩斯（Emory Rains）。